# Masters of Hardcore
La Masters of Hardcore è una casa discografica di musica hardcore.
Fu fondata nel 1995 nei Paesi Bassi. 

## Artisti
- Angerfist
- Broken Minds
- Catscan
- Bass-D & King Matthew
- Day-Mar
- Destructive Tendencies
- DJ Korsakoff
- Furyan
- Outblast
- Miss K8
- N-Vitral
- Predator
- Re-Style